# 丰泰格雷卡
丰泰格雷卡（義大利語：Fontegreca），是意大利卡塞塔省的一个市镇。总面积9平方公里，人口872人，人口密度96.9人/平方公里（2009年）。ISTAT代码为061034。